# ブライアント・リーヴス
ブライアント・リーヴス（Bryant Reeves 1973年6月8日 - ）は、アメリカ合衆国・アーカンソー州フォートスミス出身の元プロバスケットボール選手。身長213cm、体重125kg。ポジションはセンター。1995年のNBAドラフトで、オクラホマ州立大学からバンクーバー・グリズリーズに1巡目6位で指名された。ニックネームはThe Big Country（大きな田舎者）。プロキャリアの全てをグリズリーズで過ごした。

## 大学時代
強豪だったオクラホマ州立大学のエースセンターとして活躍し、1試合平均21.5得点を記録。チームを1995年のファイナル・フォーまで導いた。

## NBA
ルーキーシーズンから中心選手としての地位を築き、2年目にはボストン・セルティックス相手に自己最高の41得点をマーク。その年にグリズリーズと7年もの大型契約を結ぶ。しかし1997-1998シーズン以降、体重管理と数々の怪我に苦しみ出場機会を失っていく。チームではスターターは確保していたものの、出場時間とフィールドゴール成功率は減少の一途を辿っていった。
2001年にグリズリーズがテネシー州メンフィスに移転した後に、以前から患っていた背中の怪我が悪化。負傷者リストに載ったままシーズン開幕を迎え、以降試合に出場することは無かった。結局リーヴスがメンフィス・グリズリーズの選手としてプレーしたのは、プレシーズンマッチの2試合のみだった。そして2001-2002シーズンの中盤に引退を表明した。

## 個人成績

### NBA

#### レギュラーシーズン
| シーズン | チーム | GP  | GS  | MPG  | FG%  | 3P%  | FT%  | RPG | APG | SPG | BPG | PPG  |
| -------- | ------ | --- | --- | ---- | ---- | ---- | ---- | --- | --- | --- | --- | ---- |
| 1995–96  | VAN    | 77  | 63  | 24.9 | .457 | .000 | .732 | 7.4 | 1.4 | .6  | .7  | 13.3 |
| 1996–97  | VAN    | 75  | 75  | 37.0 | .486 | .091 | .704 | 8.1 | 2.1 | .4  | .9  | 16.2 |
| 1997–98  | VAN    | 74  | 74  | 34.1 | .523 | .000 | .706 | 7.9 | 2.1 | .5  | 1.1 | 16.3 |
| 1998–99  | VAN    | 25  | 14  | 28.1 | .406 | .000 | .578 | 5.5 | 1.5 | .5  | .3  | 10.8 |
| 1999–00  | VAN    | 69  | 67  | 25.7 | .448 | .000 | .648 | 5.7 | 1.2 | .5  | .6  | 8.9  |
| 2000–01  | VAN    | 75  | 48  | 24.4 | .460 | .250 | .796 | 6.0 | 1.1 | .6  | .7  | 8.3  |
| 通算     | 通算   | 395 | 341 | 30.6 | .475 | .074 | .703 | 6.9 | 1.6 | .5  | .8  | 12.5 |